# 十勝三股站

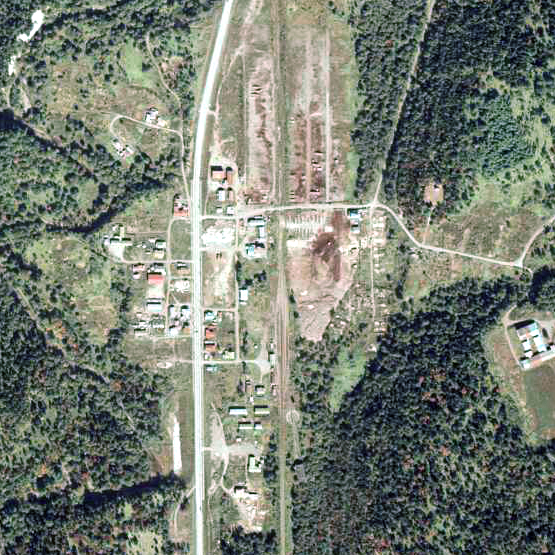
1977年十勝三股站與方圓約750米範圍。下方為糠平方向。相比起幌加，此站附近還有一些民居。但是車站後方的堆場已經沒有堆積木材。靠近糠平一方的車站後方處還有轉車盤。上方設有預留位用作延伸至留邊志部（現時：上川站）方向。圖中所見，該方向已經建設路基，後本轉為營林署儲木場專用線。

十勝三股站（日语：／ Tokachimitsumata eki */?）是位於北海道河東郡上士幌町字三股，日本國有鐵道（國鐵）的士幌線車站（廢站），為該線的終點站。隨著士幌線全線廢線，車站在1987年（昭和62年）3月23日廢除。

## 歷史
- 1939年（昭和14年）11月18日 - 士幌線延伸至此站，此站啟用。當時為一般車站[1]。
- 1944年（昭和19年） - 開設音更本流森林軌道[2]。
- 1945年（昭和20年） - 設置佔地10.34公頃的營林局儲木場。鋪設專用側線，全長632米[3]。
- 1950年（昭和25年） - 森林軌道引入機車，成為森林鐵道[2]。
- 1958年（昭和33年） - 音更本流森林鐵道廢除[2]。路線最長時（1951年）達到8.8公里[4]
- 1974年（昭和49年）10月1日 - 除了車載貨物以外，站內不再處理貨物[1]。
- 1978年（昭和53年）
  - 12月20日 - 完全結束處理貨物[1]。
  - 12月25日 - 糠平站至此站使用巴士代行[1]。
- 1984年（昭和59年）2月1日 - 結束處理行李[1]。
- 1987年（昭和62年）3月23日 - 士幌線全線廢除，此站也廢除[1]。

## 車站構造
車站大樓西邊設有貨物月台。站內設有1面1線的島狀單式月台。車站大樓與月台之間設有貨物線。車站後方設有2條副本線，在南邊設有轉車盤和連接車廠的出入區線。站內鋪設了數百米路基，以預留作延伸至留邊志部（現時：上川站）之用。後來由於林業興盛，營林署在周邊堆場鋪設了路軌連接本線。此外，在堆場處也設有森林鐵路的路軌。路軌在堆場以北位置匯合後，一條分支往音更川上流御殿大橋附近，另一條分支往中之川上流。

## 列車代行巴士
由於車站周邊的人口向外流出。在1978年12月25日時間表修正中，士幌線糠平站至十勝三股站之間列車暫停服務。當時的國鐵委托了上士幌的士開設小巴進行代行。當時的情況不是把路線廢除，而是以「代行」的方法運作。在1987年全線廢除前，在名義上該區間仍然是一條鐵路線，車站還存在。與鄰站幌加站一樣，於國鐵時間表上仍然記載在內。但是直至廢除一刻，兩站再沒有列車到發，因此事實上已經為廢站。

## 現況

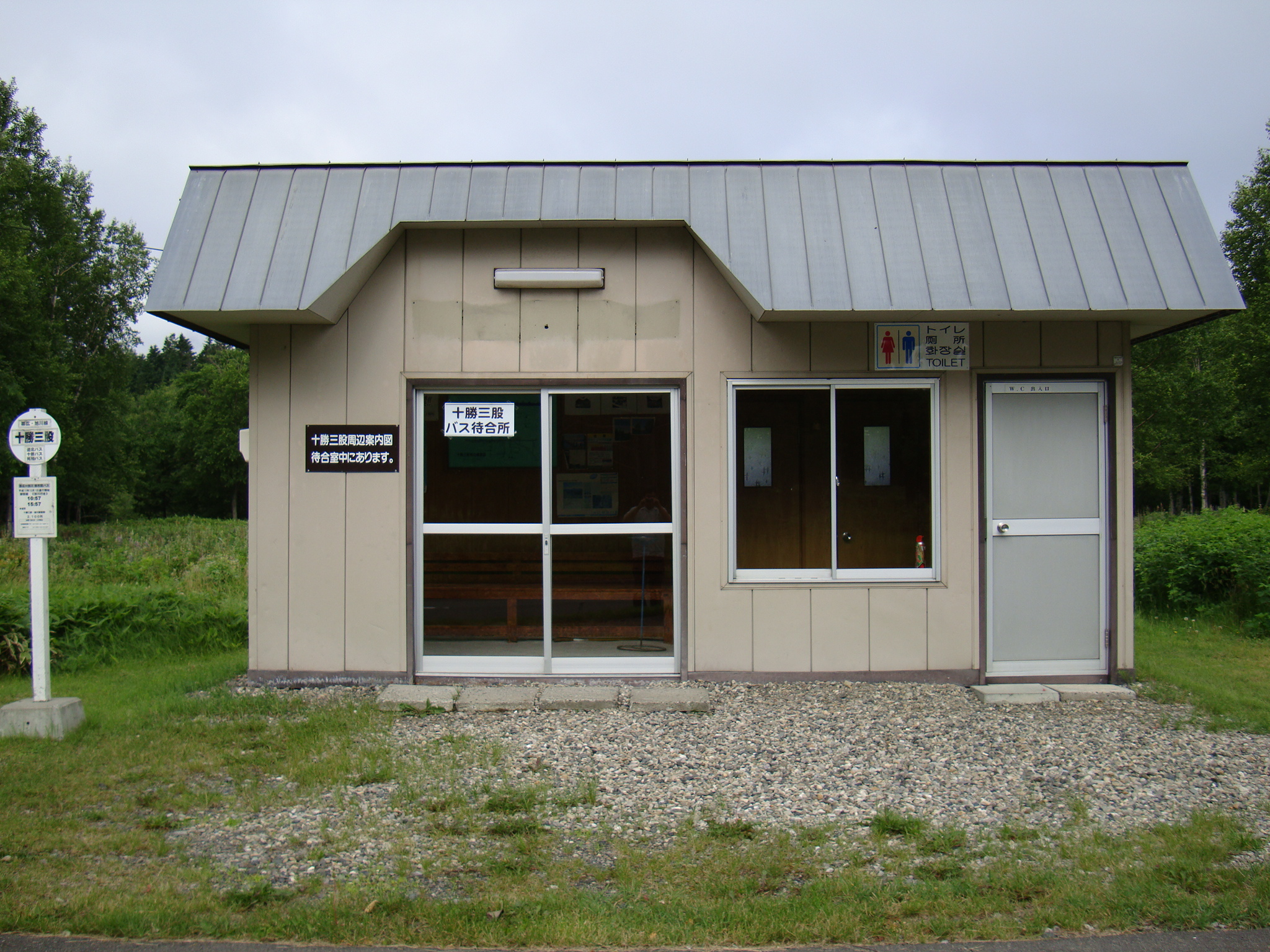
（從糠平往）旭川方向的巴士站

車站遺址可看到一片很大的空間，使人想起過往貨運（木材）業務的規模。在1998年尾前，車站大樓與站內設施還未撤走。周邊還有「十勝三股」巴士站。在大樓內部還遺留了當時使用的黑板，另外在書櫃上設有DISCOVER JAPAN的車站紀念章。此外，車站附近還有森林鐵道車廠（部分已倒塌）、保育所蹟、舊郵局（現時：私人住宅）、上士幌町立三股小中學遺址等，可於該處看見懷舊氣息的建築物。
在路線廢除後，由於除了糠平地區外，已經幾乎沒有人居住，負責代行巴士的上士幌的士之巴士班次逐年減少。最後只剩下一個往返班次，並在2003年9月取消。於同年10月，行走於帶廣 - 糠平 - 旭川之間的城際巴士North Liner三國號新設十勝三股巴士站。

### 三股山莊
車站附近設有一間由十勝三股的居民經營，建築物呈木屋風的咖啡店「三股山莊」。店內展出了十勝三股站的模型與士幌線當時營業資料。在出入口旁邊設有站名牌的複制品和路軌。由於該店與代行巴士的服務商上士幌的士關係深切，因此可以獲得當時的各種資訊。

## 相鄰車站
日本國有鐵道
士幌線
幌加－十勝三股
- 在開設代行巴士時，幌加至十勝三股之間新設了幌加溫泉入口巴士站，但是時間表沒有記載。

## 注腳
1. 1 2 3 4 5 6  停車場変遷大事典 国鉄・JR編 Ⅱ JTB 1998年10月発行
2. 1 2 3  東北海道之林業 帶廣營林局 昭和44年發行
3. ↑  東北海道之林業 帶廣營林局 昭和44年發行 P359 表・貯木場現況による。另外在昭和26年版全國專用線一覧中，帶廣營林局側線全長300米。
4. ↑  河野哲也「北海道の森林鉄道,殖民軌道」《鐵道畫刊》No.733